# Leioproctus heterodoxus
Leioproctus heterodoxus är en biart som först beskrevs av Cockerell 1916.  Leioproctus heterodoxus ingår i släktet Leioproctus och familjen korttungebin. Inga underarter finns listade i Catalogue of Life.

## Bildgalleri

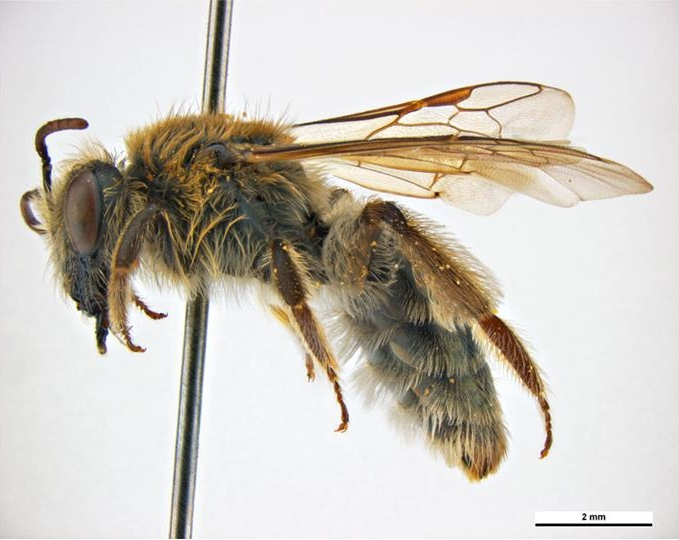
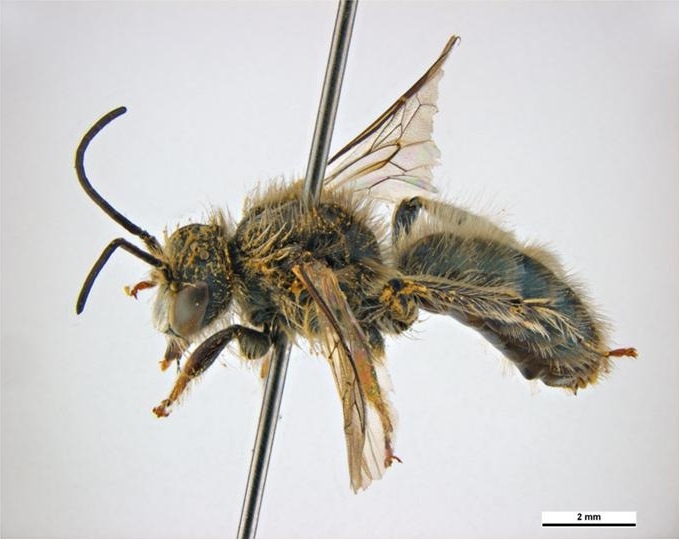